# Sân bay Kharkhorin
Sân bay Kharkhorin (IATA: KHR, ICAO: ZMHH) là một sân bay công tại Kharkhorin, một trung tâm của sum ở tỉnh tỉnh Övörkhangai của Mông Cổ. Sân bay tọa lạc 4 k m về phía Bắc của thành phố tỉnh lị. Có một tòa nhà ga hành khách nhỏ tại phía Đông-Bắc của sân đỗ nhưng không có trang thiết bị để phục vụ khách hoặc hàng hóa.